# Зомби по имени Шон
«Зо́мби по и́мени Шон» (англ. Shaun of the Dead) — зомби-комедия 2004 года режиссёра Эдгара Райта по сценарию, написанному с Саймоном Пеггом, который также исполняет главную роль. Фильм рассказывает о Шоне, угнетённом продавце в Лондоне, который попал в зомби-апокалипсис со своим другом Эдом (Ник Фрост). Также в главных ролях Кейт Эшфилд, Люси Дэвис, Дилан Моран, Билл Найи и Пенелопа Уилтон. Это первый фильм трилогии «Кровь и мороженое», за которым следуют «Типа крутые легавые» (2007) и «Армагеддец» (2013).
Фильм развился на идеях, которые Пегг и Райт использовали для своего телесериала «Долбанутые», особенно в эпизоде, где персонаж Пегга галлюцинирует вторжение зомби. Фильм ссылается на серию фильмов «Живые мертвецы» режиссёра Джорджа Э. Ромеро. Съёмки проходили в Лондоне и в Ealing Studios с мая по июнь 2003 года.
Премьера фильма состоялась 29 марта 2004 года в Лондоне, 9 апреля в остальной Великобритании и в 24 сентября в США. Он получил положительные отзывы от критиков и стал коммерчески успешным, заработав 30 миллионов долларов по всему миру при бюджете в 6,1 миллиона долларов и получив две номинации на премию «BAFTA». Он занял третье место в списке Channel 4 «50 величайших кинокомедий» и быстро приобрёл статус культовой классики. В киноведениях фильм рассматривается как продукт после тревоги 11 сентября, а также как модель транснациональной комедии. Распространение зомбиизма в фильме было использовано в качестве примера моделирования для борьбы с болезнями.

## Сюжет
Шон (Саймон Пегг) работает заурядным торговым консультантом в магазине электротехники в Крауч-Энде; своё свободное время он посвящает распитию пива в пабе «Винчестер» со своим другом-лоботрясом Эдом (Ник Фрост). У Шона есть подружка по имени Лиз (Кейт Эшфилд), которую не устраивает то, что он уделяет ей меньше внимания, чем другу и бару. Шон обещает измениться в лучшую сторону, вдохнуть новую жизнь в их затихающие отношения, но все его попытки проваливаются, так как он не в состоянии даже разыскать лучшего места для свидания, чем паб «Винчестер».
В новостях появляются первые сообщения о странной вспышке гриппа. Их сосед Пит (Питер Серафинович) отчитывает Шона и Эда за оставленную открытую дверь их дома, настаивая, чтобы Эд съехал, потому что тот сидит весь день дома, играя в видеоигры, устраивает бардак и продаёт марихуану. Шон спокойно прибывает на работу, чтобы заменить внезапно заболевшее руководство, не обращая внимания на новости по радио и невзирая на то, что видит повсюду падающих в обморок людей. На работе его находит отчим Филипп (Билл Найи), который напоминает ему о его предстоящем визите к матери (Пенелопа Вилтон) и об обещании купить ей цветы.
Дома Шон вспоминает, что забыл забронировать столик для ужина с Лиз и, после очередного предложения пойти на свидание в «Винчестер», та бросает трубку. Шон отправляется мириться к Лиз, но в итоге Лиз объявляет, что она должна бросить его, чтобы не сожалеть потом всю свою жизнь. Вечером того же дня Шон и Эд выпивают в пабе, а на выходе сталкиваются с зомби, но они так сильно пьяны, что не замечают этого. Вернувшись домой, они устраивают дискотеку, чем недоволен Пит, у которого болит голова после того, как его укусил кто-то на улице. Утром Шон идёт в магазин, на улицах царит хаос, но, не обращая внимания на странно ведущих себя людей и прочие обстоятельства, он покупает кока-колу лайт и мороженое корнетто для Эда. После возвращения Шона, они сталкиваются с зомби-девушкой в их саду; позже из новостей узнают о сложившийся ситуации и получают инструкции от ведущего новостей.
После того, как Шон и Эд расправляются с парочкой зомби в их дворике, им приходится убить ещё одного у себя в доме. Они решают, что оставаться там небезопасно. Согласно плану, друзья отправляются за Лиз и мамой Шона, предварительно украв машину Пита, которому она уже не понадобится. План не был идеален, вместе с Лиз едут её друзья — Диана (Люси Дэвис) и Дэвид (Дилан Моран), а вместе с мамой Шона едет его отчим, которого уже успели укусить. В дороге умирает отчим Шона, а его мать кусают за руку, но компания всё же добирается до паба «Винчестер», по пути встречая другую компанию со старой подругой Шона — Ивонн во главе.
У паба компания обнаруживает огромное скопление зомби и пытается пройти незаметно, прикинувшись ими, но всё портит Эд, решивший поболтать по телефону. Шон вынужден отвлечь зомби, в то время, как его друзья запираются в пабе. Он остается жив и возвращается в паб. Но, увы, их покой нарушает Эд, который просто не может сидеть спокойно. Новые владельцы паба выдают своё присутствие ночью и начинается осада; в результате погибают почти все защитники паба. Трое оставшихся в живых — Эд, Лиз и Шон, спасаются в подвале, однако Эд, к тому времени, уже истекает кровью, а Лиз и Шон прощаются с жизнью; последний шанс — это подъёмник на улицу, кишащую зомби.
Развязкой ситуации с эпидемией становятся военные, которые внезапно объявляются перед окружёнными Лиз и Шоном и расстреливают оставшихся зомби. Фильм кончается сводкой новостей, описывающих итог эпидемии. Зомби истреблены как класс, однако, «благодаря оставшимся инстинктам», используются как рабочая сила или для развлечений. В сарае за домом Шон играет в приставку с Эдом, превратившимся в зомби.

## В ролях
- Саймон Пегг — Шон, молодой продавец в магазине бытовой техники. Живёт со своим другом Эдом и приятелем Питом, любит компьютерные игры, старый паб «Винчестер» и подругу Лиз.
- Кейт Эшфилд — Лиз, девушка Шона. Пилит его за отсутствие амбиций и нежелание двигаться вперёд и что-то менять.
- Ник Фрост — Эд, друг и сосед Шона, любитель марихуаны, компьютерных игр и вождения машин на высокой скорости.
- Питер Серафинович — Пит, сосед Шона и Эда. Возмущён бардачностью Эда и отсутствием инициативы у Шона.
- Пенелопа Уилтон — Барбара, мать Шона. Очаровательная женщина, вежливая и тактичная, настоящая британка.
- Билл Найи — Филипп, отчим Шона. Не ладит с Шоном, постоянно пилит и всячески язвит по поводу его поведения.
- Люси Дэвис — Диана, подруга Лиз.
- Дилан Моран — Дэвид, встречается с Дианой, но влюблён в Лиз.
- Джессика Хайнс — Ивонн, бывшая девушка Шона.
- Мартин Фримен — Деклан, парень Ивонн.
- Мэтт Лукас — Том, кузен Ивонн.

## Создание фильма
Создание фильма было вдохновлено 3 эпизодом 1 сезона сериала «Долбанутые», в котором герою Саймона Пегга, под воздействием амфетаминов и игрой «Resident Evil 2», мерещится вторжение зомби. По словам Райта, идея медленной реакции Шона на происходящее, возникла после такой же медленной реакции Эдгара на вспышку заболевания ящура в 2001 году в Лондоне.
Съёмки проходили в Лондоне с мая по июль 2003 года и заняли 57 дней, по крайней мере, часть из них была в районах Нью-Кросс и Хорнси, а после, создатели перешли в павильон «Ealing Studios». Финальная сцена в сарае была снята уже на 6 день, в середине другой сцены, в целях экономии бюджета фильма. Съёмки в пабе «Винчестер» заняли 4 дня. В роли массовки зомби снимались поклонники сериала «Долбанутые», которые получали за каждый день съёмок 1 фунт. В фильме также приняли участие большое число людей, снявшееся ранее в сериале «Долбанутые». В их числе был и Майкл Смайли, который снялся в «Зомби по имени Шон» в таком же костюме велосипедиста, что и в сериале.

## Камео
В фильме появились участники британской рок-группы Coldplay Крис Мартин и Джонни Бакленд, одетые в майки благотворительной организации «Помощь зомби». Они также появляются в роли самих зомби, преследующих главных героев около паба «Винчестер».

## Культурное влияние
Компания «Lego», выпускающая конструкторы для детей, в связи с большой популярностью фильма, планировала выпустить копию паба «Winchester», но он так и не был выпущен. Джордж Ромеро был так впечатлен фильмом, что пригласил Пегга и Райта исполнить роли зомби в фильме «Земля мертвых». Фильм входит в двадцатку лучших фильмов с 1992 года по версии Квентина Тарантино.

## Критика
Фильм получил признание критиков. На агрегаторе рецензий Rotten Tomatoes рейтинг составляет 92 % на основе 215 обзоров со средней оценкой 7,8 балла из 10. Критический консенсус сайта гласит: «„Зомби по имени Шон“ умело уравновешивает страх и остроумную сатиру, создавая чертовски хороший и остроумный фильм о зомби». На Metacritic фильм получил 76 баллов из 100 на основе 34 рецензий, что указывает на «в целом положительные отзывы». Рецензируя фильм для BBC, Нев Пирс назвал его «захватывающей, головокружительной, великолепно кровавой комедией ужасов», которая «развлечет случайных зрителей и порадует поклонников жанра». Кит Фиппс из A.V. Club отметил сцену с метанием пластинок, сославшись на неё как на пример того, что фильм «не против приложить дополнительные усилия для смеха», поскольку выглядит забавнее, когда Шон и Эд обсуждают, какие записи они жертвуют, а не бросают без разбора. Он назвал технические навыки Райта впечатляющими, но сказал, что «финал был сыгран разочаровывающе прямо».

## Награды и номинации
- 2004 — премия британского независимого кино за лучший сценарий (Эдгар Райт, Саймон Пегг), а также две номинации: лучший британский независимый фильм, лучший дебютант (Ник Фрост).
- 2005 — премия «Империя» за лучший британский фильм, а также 4 номинации: лучший британский режиссёр (Эдгар Райт), лучший британский актёр (Саймон Пегг), лучшая британская актриса (Кейт Эшфилд), лучшая сцена.
- 2005 — три номинации на премию BAFTA: лучший британский фильм года, самый многообещающий новичок (Нира Парк, продюсер), интерактивная награда за лучший DVD.
- 2005 — премия «Сатурн» за лучший фильм ужасов.
- 2005 — премия Брэма Стокера за лучший сценарий (Эдгар Райт, Саймон Пегг).
- 2005 — две номинации на премию Лондонского кружка кинокритиков: лучший британский фильм года, лучший британский сценарист (Эдгар Райт, Саймон Пегг).

## Факты
- При создании «Зомби по имени Шон», Эдгар Райт и Саймон Пегг были вдохновлены фильмами Джорджа Ромеро, в частности фильмом «Ночь живых мертвецов», в котором, по их словам, появились первые «классические» зомби — ожившие из-за вируса, медленно ходящие мертвецы, поедающие плоть[7]. Причина появления зомби так и не называется так же, как и в фильмах Ромеро, несмотря на многочисленные теории на протяжении всего фильма[13].
- Итальянский ресторан «Фульчи», в который звонит Шон — это отсылка к итальянскому режиссёру фильмов ужасов Лучо Фульчи[13].
- Все новости, показываемые по телевизору, читали реальные телеведущие, изображая самих себя[13].
- К десятилетию создания фильма режиссёр Эдгар Райт опубликовал на своём сайте краткое описание и свои впечатления от каждого съёмочного дня[23].

## Саундтрек
Саундтрек фильма был вдохновлён музыкой из фильмов Джона Карпентера, преимущественно фильмом «Нечто» 1982 года.
Оригинальный саундтрек:
1. Figment — S. Park
2. The Blue Wrath — I Monster
3. Mister Mental — The Eighties Matchbox B-Line Disaster
4. Meltdown — Ash
5. Don’t Stop Me Now — Queen
6. White Lines (Don’t Don’t Do It) — Grandmaster Flash and the Furious Five и Melle Mel
7. Hip Hop, Be Bop (Don’t Stop) — Man Parrish
8. Zombie Creeping Flesh — Пит Вудхед и Дэниэл Мадфорд
9. Zombi / Kernkraft 400 (Osymyso Remix) — Goblin / Zombie Nation
10. Fizzy Legs — Пит Вудхед и Дэниэл Мадфорд
11. Soft — Lemon Jelly
12. Death Bivouac — Пит Вудхед и Дэниэл Мадфорд
13. The Gonk (Kid Koala Remix) — The Noveltones
14. Envy the Dead — Пит Вудхед и Дэниэл Мадфорд
15. Ghost Town — The Specials
16. Blood in Three Flavours — Пит Вудхед и Дэниэл Мадфорд
17. Panic — The Smiths
18. Everybody’s Happy Nowadays — Ash
19. You’re My Best Friend — Queen
20. You’ve Got Red on You: Shaun of the Dead Suite — Пит Вудхед и Дэниэл Мадфорд
21. Normality — Пит Вудхед и Дэниэл Мадфорд
22. Fun Dead (Cheggars Vs. The Gonk) (Osymyso Remix) — The Noveltones